# Damien Faulkner
Pour les articles homonymes, voir Faulkner.
Pas d'image ? Cliquez ici

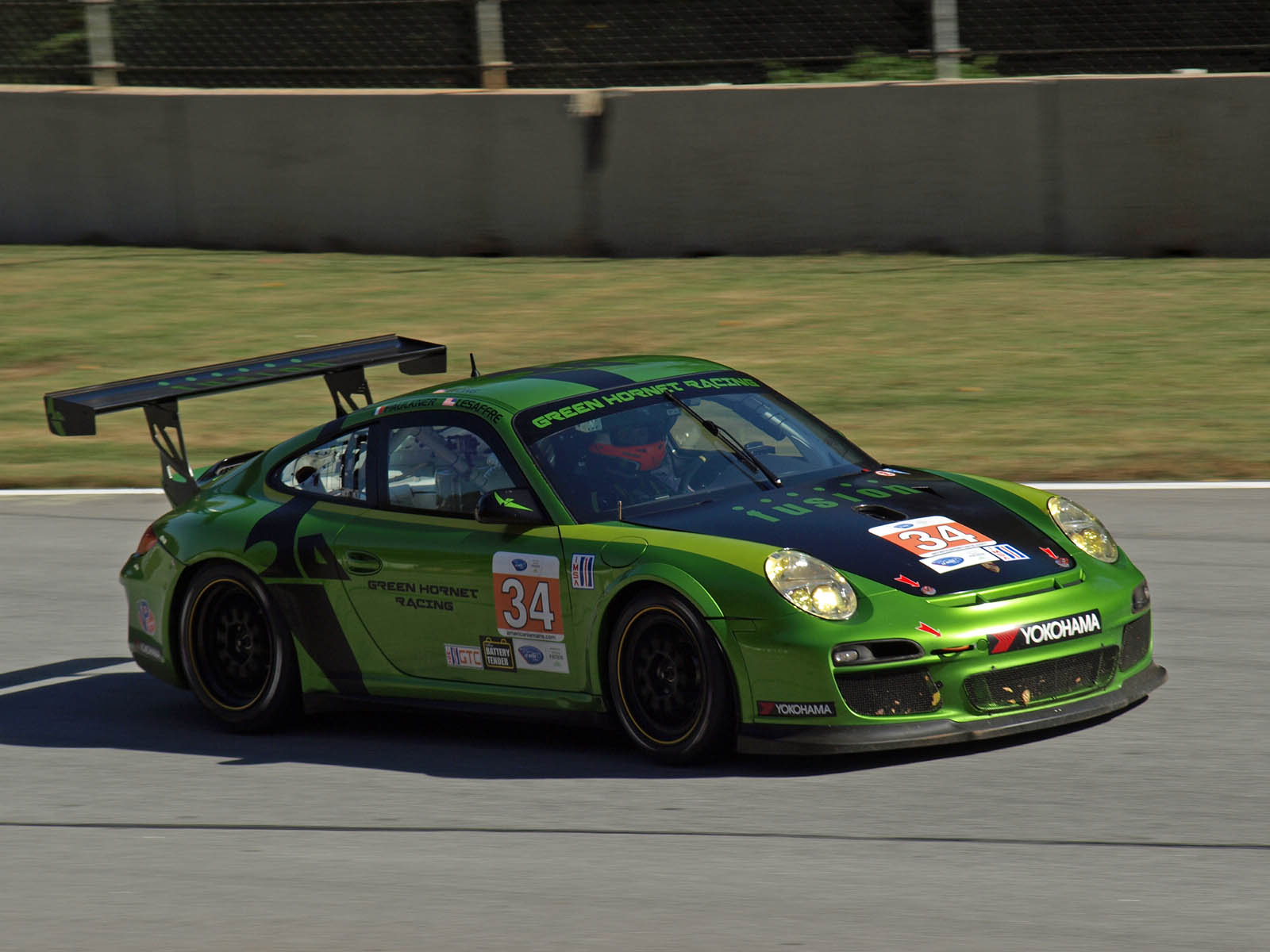
Damien Faulkner dans la Porsche 997 GT3 Cup du Green Hornet Racing lors des qualifications pour le Petit Le Mans 2012

Damien Faulkner, né le 15 février 1977, est un pilote automobile irlandais engagé en American Le Mans Series au sein de l'écurie de l'écurie Black Swan Racing.

## Palmarès
- Champion de Formule Palmer Audi en 2000
- Champion de Porsche Carrera Cup britannique en 2005 et 2006
- Vainqueur des 12 Heures de Sebring dans la catégorie GTC en 2011
- Vainqueur du Grand Prix de Long Beach dans la catégorie GTC en 2012[1]